# 神戸寅次郎

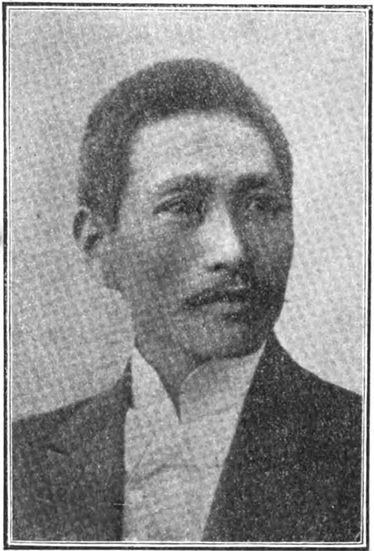
神戸寅次郎

神戸 寅次郎（かんべ とらじろう、元治元年12月27日（1865年1月24日） - 昭和14年（1939年）5月17日）は、日本の法学者。専門は民法。慶應義塾大学法学部の育ての親。

## 人物
静岡県庵原郡松野村出身。静岡県松野小学校、県立静岡中学校、静岡英学校を経て1887年慶應義塾正科に入学。1890年に新設された慶應義塾大学部法律科に入学し、ハーバード大学から派遣されたジョン・ヘンリー・ウィグモア教授のもとで学ぶ。同科を卒業した翌年の1892年に同教員となる。
慶應義塾第一回留学生に選ばれ、1899年8月から1902年12月にかけベルリン大学およびハレ大学で学ぶ。学位論文「日本の合名会社」にてハレ大学からドクトル・ユーリスの学位を授与される。
1910年に慶應義塾大学部法律科主任、1917年に法律科学長、さらに1920年大学令による慶應義塾大学設立にあたり法学部長に就任し、1935年からは慶應義塾学事顧問を務めた。1939年に亡くなるまで四十数年にわたり教鞭を執り続けた。
神戸が日本の民法学に及ぼした影響は、鳩山秀夫に「日本法律学の主流は本郷台を去って三田山上に移った」と言わしめるほどに絶大なものであった。墓所は多磨霊園。

## 著書
- 『契約総則』（1915年、巌松堂書店）
- 『民法論纂』（1915年、巌松堂書店）
- 『契約解除論』（1922年、巌松堂書店）